# Christoph Cuntzius
Christoph Cuntzius (també Contius o Cuncius) (Wernigerode, 1676 - Halle, 8 de novembre de 1722) fou un orguener alemany. Amb l'ajuda d'Andreas Werckmeister, va "temperar" l'orgue de Groningen el 1704, que li va valer molts elogis. Des del 1704 fins al 1710 va ser un constructor d'orgues a Wernigerode i des del 1710 fins al 1713 a Halberstadt. El 1713, el seu estudi es trobava a Halle.